# 史密斯威森M627 V競賽型左輪手槍
史密斯威森M627 V競賽型（英語：Smith & Wesson Model 627 V-Comp）是一款由美国槍械公司史密斯威森旗下的性能中心以史密斯威森M627（史密斯威森M27的8發弹巢和不鏽鋼底把版本）為藍本所研製及生產的8發式“N型底把”雙動操作式競賽、休閒射擊及個人防護用途左輪手槍，發射.357 S&W馬格南或火力相對較弱的.38 S&W特種彈這二種子彈。

## 概述
史密斯威森M627 V競賽型左輪手槍具有一根在前端設有可拆卸式槍口補償器的127毫米（5英吋）槍管，以及8發彈巢。整把左輪手槍是以不鏽鋼底把製成，使用了大部份都具有消減防眩眩光的啞光黑色外觀，而彈巢、鍍鉻擊錘、鍍鉻扳機（連後部扳機阻）、槍管以及補償器則保留著不鏽鋼表面的雙色調表面。槍機為經由史密斯威森性能中心調整的槍機。它亦配備了一具防滑合成物料手槍握把以便緊握。

## 資料來源
- （英文）—Manfacturer: Smith & Wesson （页面存档备份，存于）—Model 627 V-Comp

## 外部連結
- （英文）—American Rifleman—Smith & Wesson 75th Anniversary .357 Mag. （页面存档备份，存于）
- （英文）—Smith & Wesson 627 V-Comp Revolver 170296, 357 Magnum, 5 in, Synthetic Grip, Two-Tone Matte Finish, 8 Rd （页面存档备份，存于）
- （英文）—Georgia Gun Store.com—S&W 627PC 357MAG 5" V-COMP 2T[永久]
- （英文）—GunGunsGuns.net—Smith & Wesson Model 627 V-Comp （页面存档备份，存于）
- （英文）—Guns & Ammo.com—S&W 627 V-Comp .357 Magnum （页面存档备份，存于）
- （英文）—Tactical-Life.com—Reinventing the Wheel: 10 Elite Revolvers From Smith & Wesson （页面存档备份，存于）